# Partido de Bragado
Partido de Bragado är en kommun i Argentina.   Den ligger i provinsen Buenos Aires, i den centrala delen av landet, 210 km väster om huvudstaden Buenos Aires. Antalet invånare är 40 259.
Trakten runt Partido de Bragado består till största delen av jordbruksmark. Runt Partido de Bragado är det glesbefolkat, med 18 invånare per kvadratkilometer.